# Picardías (Durango)
Picardías es una localidad del estado mexicano de Durango. Es parte del municipio de Lerdo.

## Demografía
| Gráfica de evolución demográfica |
|                                  |

| Censo | Población |
| ----- | --------- |
| 1900  | 210       |
| 1910  | 348       |
| 1921  | 300       |
| 1930  | 552       |
| 1940  | 540       |
| 1950  | 684       |
| 1960  | 817       |
| 1970  | 979       |
| 1980  | 959       |
| 1990  | 1 113     |
| 2000  | 1 078     |
| 2010  | 1 194     |
| 2020  | 1 240     |